# Freihöls (Fensterbach)
Freihöls ist ein Ortsteil der Gemeinde Fensterbach im bayerischen Landkreis Schwandorf mit gut 150 Einwohnern.

## Lage
Westlich von Freihöls liegt der Freihölser Forst, östlich von Freihöls Wolfringmühle und Wolfring (nordöstlich). Nördlich liegt der Leistenweiher, südlich Pittersberg und südwestlich Diebis.
Naturräumlich befindet sich Freihöls in der Freihölser Senke, die zur Bodenwöhrer Bucht gehört (auch Sulzbach-Amberg-Freihöls-Bodenwöhrer Kreidebucht genannt).

### Verkehr
Am nördlichen Ortsrand von Freihöls verlaufen die Bahnstrecke Nürnberg–Irrenlohe mit dem Bahnhof Freihöls und die Staatsstraße 2151. Westlich und südlich liegen die Bundesautobahn 6 und die Bundesstraße 85.